# Brzask (film 1939)
Brzask (fr. Le jour se lève) – francuski melodramat filmowy z 1939 roku w reżyserii Marcela Carné. Historia tragicznej, przypadkowej śmierci, której sprawcą jest zwykły robotnik rywalizujący o względy kwiaciarki Françoise. W filmie dominuje nuta fatalizmu.